# Empresas 1BC
Empresas 1BC, aussi nommé Grupo Phelps (« groupe Phelps », en français) ou Grupo 1BC, est l'un des principaux groupes de presse vénézuéliens, créé en 1920 par William Henry Phelps.

## Historique
L'entreprise est fondée en 1920 par William Henry Phelps, qui commercialise des émetteurs radio (sous le nom El Almacén Americano). En 1930, William Phelps et Edgar Anzola créent Radio Caracas Radio (initialement « Broadcasting Caracas », qui a donné l'acronyme « 1BC »), une des premières stations de radio du pays. En 1953, il crée la chaîne de télévision RCTV.

## Filiales
- Radio Caracas Radio (radio)
- Caracas 92.9 FM (radio)
- RCTV (télévision)
- Televen (télévision)
- Sonográfica (label de musique)